# Tithorea
Tithorea är ett släkte av fjärilar. Tithorea ingår i familjen praktfjärilar.

## Bildgalleri

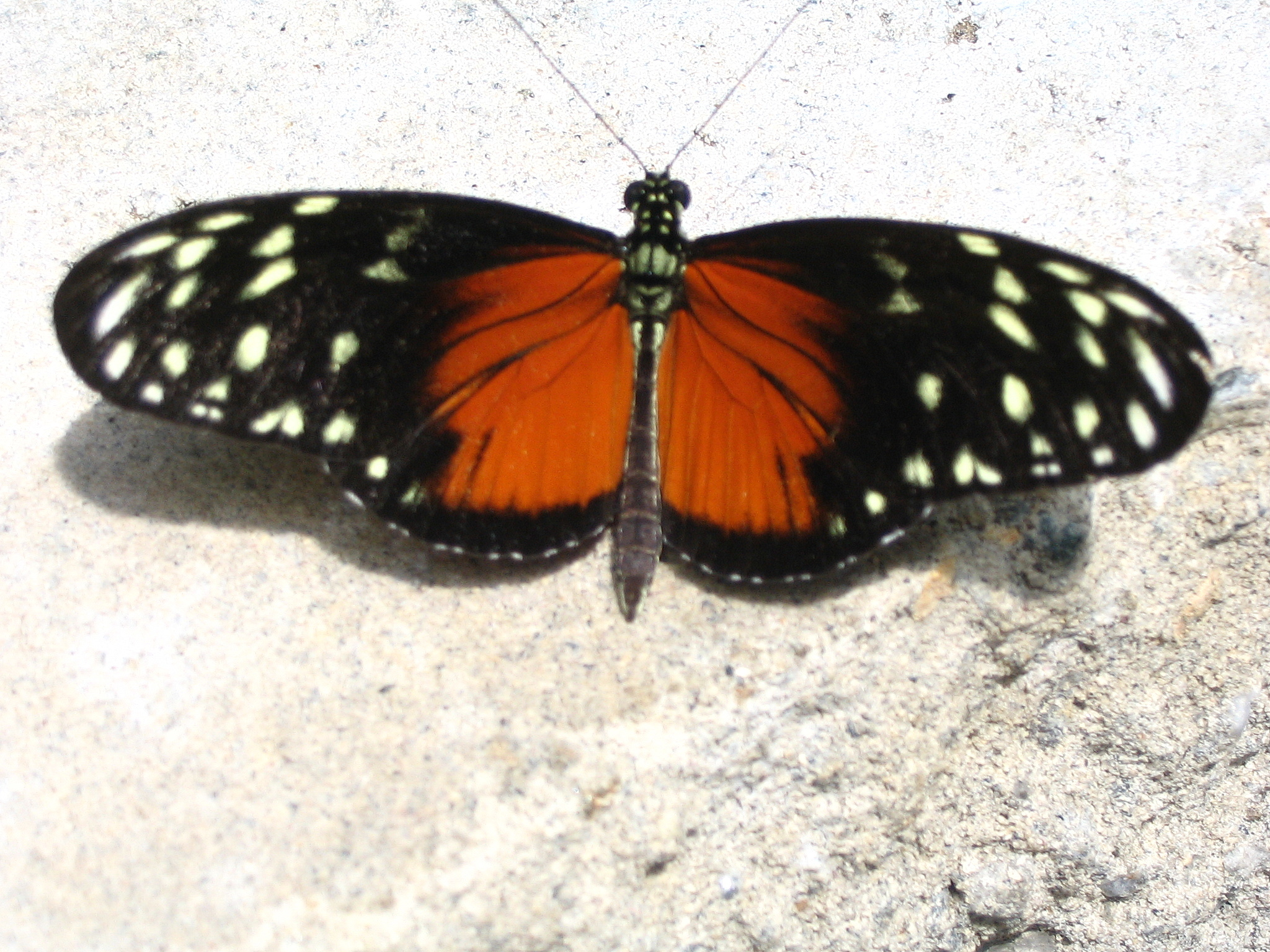

## Dottertaxa tillTithorea, i alfabetisk ordning[1]
- Tithorea anachoreta
- Tithorea assimilis
- Tithorea bonita
- Tithorea brunnea
- Tithorea caissara
- Tithorea cuparina
- Tithorea deltana
- Tithorea dorada
- Tithorea duenna
- Tithorea egaënsis
- Tithorea flacilla
- Tithorea flavescens
- Tithorea franciscoi
- Tithorea furia
- Tithorea furina
- Tithorea gilberti
- Tithorea harmonia
- Tithorea hecalesina
- Tithorea helicaon
- Tithorea hermias
- Tithorea hermina
- Tithorea hippothous
- Tithorea irene
- Tithorea lateflava
- Tithorea macasica
- Tithorea manabiana
- Tithorea martina
- Tithorea megara
- Tithorea melanina
- Tithorea melini
- Tithorea mira
- Tithorea monosticta
- Tithorea moppa
- Tithorea mopsa
- Tithorea napona
- Tithorea neitha
- Tithorea obscurata
- Tithorea parola
- Tithorea pinthias
- Tithorea pseudethra
- Tithorea pseudonyma
- Tithorea salvadoris
- Tithorea sulphurata
- Tithorea tagarma
- Tithorea tarricina
- Tithorea umbratilis